# Znaki edytorskie
Znaki edytorskie (tekstologia) – znaki stosowane w aparacie krytycznym w wydaniach krytycznych dzieł literackich (typ A) przy zestawiania różnych wersji tego samego tekstu literackiego. Ich celem jest pełne ukazanie poszczególnych faz powstania utworu literackiego i maksymalnie najpełniej oddać proces twórczy tekstu.

## Znaki edytorskie
- < > – fragment wykreślony
- > < – fragment wstawiony
- [ ] – ingerencja redaktora
- [---] – fragment nieczytelny
- / – koniec wersu
- // – koniec strofy

Najczęściej wykorzystuje się je przy tzw. transkrypcji linearnej.